# سكوت كوفمان
سكوت إل. كوفمان (بالإنجليزية: Scott Kauffman)‏ (مواليد 1956) هو مدير أعمال أمريكي. يشغل حاليًا منصب رئيس مجلس الإدارة والرئيس التنفيذي لشركة الإعلانات القابضة MDC Partners ‏. في يوليو 1992، صنفته وكالة Advertising Age كواحد من أفضل 100 مسوق في الولايات المتحدة.

## النشأة والتعليم
ولد في برينستون، نيو جيرسي. والداه هما إلوود وشيرلي كوفمان، ونشأ مع أخته جين، وأخواه جيفري وماثيو.
حصل كوفمان حاصل بكالوريوس في اللغة الإنجليزية من كلية فاسار وماجستير في التسويق من كلية ستيرن للأعمال بجامعة نيويورك.

## المسيرة المهنية
على مدار مسيرته المهنية، عمل كوفمان مع مجموعة متنوعة من الشركات الإعلامية بما في ذلك بينتون وبولز ونيوزويك، وشارك مع تايم وارنر في تأسيس مجلة إنترتينمنت ويكلي.
كانت وظيفته التالية نائب رئيس كومبيوسيرف (مزود خدمة إنترنت سابق). شارك كوفمان في تطوير واحدة من أولى الاكتتابات العامة الأولية في أعمال متعلقة بالإنترنت. ترك CompuServe في عام 1997 ليصبح رئيسًا ومديرًا تنفيذيًا لشركة ClickOver، وهي شركة تركز على تطوير منتجات إدارية للإعلان عبر الإنترنت.
أمضى كوفمان وقتًا مع شركة التأمين المباشر إلى المستهلك عبر الإنترنت؛ Coremetrics، التي استحوذت عليها آي بي إم في عام 2010 ؛ و MusicNow، وهي خدمة موسيقى عبر الإنترنت في شراكة مع FullAudio والتي تم بيعها لاحقًا إلى سيركويت سيتي.
في عام 2005، أصبح الرئيس التنفيذي لمزود خدمات المجلات الرقمية Zinio ومقرها سان فرانسيسكو.
في عام 2006، تم تعيين سكوت رئيسًا ومدير عمليات التشغيل في BlueLithium. في 4 ديسمبر 2008، تم تعيينه الرئيس التنفيذي لشركة غيك نت.
أصبح كوفمان رئيسًا لمجلس إدارة شركة MDC Partners في عام 2006. تم تعيينه في منصب الرئيس التنفيذي في عام 2015 بعد أن تم التحقيق مع الرئيس التنفيذي آنذاك مايلز نادال من قبل هيئة الأوراق المالية والبورصات الأمريكية.